# Okręg Kielce Batalionów Chłopskich

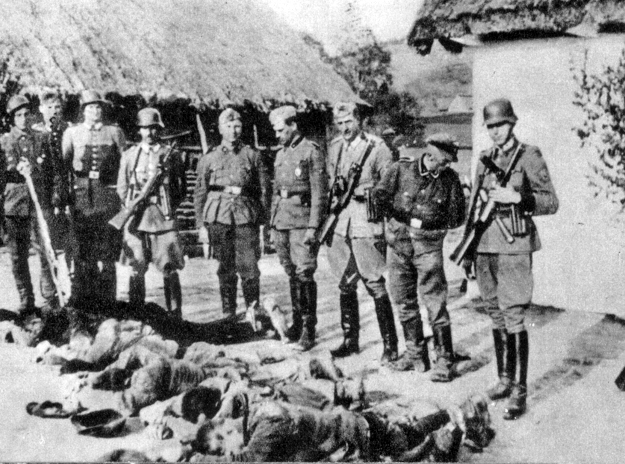
Polscy chłopi - ofiary zbrodni niemieckich w Radomskiem w 1943 r

III Kielecki Okręg Batalionów Chłopskich – jeden z okręgów w strukturze organizacyjnej Batalionów Chłopskich. Obejmował terytorium przedwojennego województwa kieleckiego.

## Struktura organizacyjna
Na czele okręgu stała jego Komenda Główna. 
- Komendantem głównym był:
  - Stanisław Jagiełło
- I zastępcą, szefem sztabu był:
  - Mieczysław Orzeł
- Szefem wyszkolenia bojowego był:
  - Jan Rumas
- Szefami łączności byli:
  - Edward Haruza
  - Władysław Barłóg
- Szefem zaopatrzenia był:
  - Antoni Gurnicz
- Komendantem Ludowej Straży Bezpieczeństwa był:
  - Mieczysław Głowania
- Oficerem dyspozycyjnym był:
  - Leon Cieśla
- W kierownictwie Ludowego Związku Kobiet i Zielonego Krzyża były:
  - Wiktoria Kotnisówna
  - Maria Chadajówna-Zwiejska
  - Maria Poniecka

### Struktura początkowa
Okręg początkowo podzielony był na 3 podokręgi:
- Podokręg III a Radom
  - 1 – Obwód Kozienice
  - 2 - Obwód Radom
  - 3 - Obwód Iłża
  - 4 - Obwód Końskie
  - 5 - Obwód Opoczno
- Podokręg III b Kielce
  - 6 - Obwód Opatów
  - 7 - Obwód Sandomierz
  - 8 - Obwód Kielce (Komendanci: Władysław Woźniak, Mieczysław Orzeł)
  - 9 - Obwód Busko
  - 10 - Obwód Pińczów
- Podokręg III c Częstochowa
  - 11 - Obwód Miechów
  - 12 - Obwód Jędrzejów
  - 13 - Obwód Włoszczowa
  - 14 - Obwód Częstochowa  (przeniesiony 1 września 1942 do Okręgu V Łódzkiego) (Komendant Piotr Kuc)
  - 15 - Obwód Olkusz

### Struktura po 28 stycznia 1943
28 stycznia 1943 okręg podzielono już na 5 podokręgów:
- Podokręg III a (Komendant Bronisław Nować)
  - 1 – Obwód Kozienice (Komendant: Bronisław Nować)
  - 2 – Obwód Radom (Komendanci: Edmund Bakałarz, Antoni Ciesielski)
- Podokręg III b (Komendant Władysław Barłóg)
  - 4 – Obwód Końskie (przeniesiony później do Okręgu V Łódzkiego) (Komendanci: Antoni Piwowarczyk, Władysław Barłóg, Antoni Piwowarczyk)
  - 5 – Obwód Opoczno (przeniesiony później do Okręgu V Łódzkiego) (Komendanci: Adam Goska, Piotr Wrzeszcz, Władysław Głobiński)
- Podokręg III c "Pszenica" (Komendant Władysław Zwiejski)
  - 3 – Obwód Iłża (Komendanci: Leon Cieśla, Kazimierz Piątek, Jan Gruszka)
  - 6 – Obwód Opatów (Komendant: Władysław Zwiejski)
  - 7 - Obwód Sandomierz (Komendanci: Tadeusz Szeląg, Stanisław Markiewicz, Antoni Piwowarczyk, Leon Cieśla, Eugeniusz Witkowski)
- Podokręg III d (Komendant Jan Pszczoła)
  - 9 – Obwód Stopnica[1]. (Komendanci: Józef Grochowski, Franciszek Szczepanik, Roman Nowak, Józef Grochowski)
  - 10 – Obwód Pińczów (przeniesiony później do Okręgu VI Krakowskiego) (Komendanci: Jan Pszczoła, Jan Rumas)
  - 11 – Obwód Miechów (przeniesiony później do Okręgu VI Krakowskiego) (Komendanci: Stanisław Szymacha, Leon Cieśla, Stanisław Pałetko)
- Podokręg III e (Komendant Kacper Niemirski)
  - 12 – Obwód Jędrzejów (Komendant Kacper Niemirski)
  - 13 – Obwód Włoszczowa (Komendanci: Stefan Wrona, Bolesław Skura)
  - 15 – Obwód Olkusz (przeniesiony później do Okręgu VI Krakowskiego) (Komendanci: Mieczysław Głowania, Stefan Brożek)